# ویلی فوسلی
ویلی فوسلی (انگلیسی: Willy Fossli؛ ۸ ژوئیهٔ ۱۹۳۱ – ۲۹ ژانویهٔ ۲۰۱۷) یک ورزشکار اهل نروژ بود.
از تیم‌هایی که در آن بازی کرده‌است می‌توان به تیم ملی فوتبال نروژ اشاره کرد.